# Europees kampioenschap schaken
Het Europees kampioenschap schaken wordt vanaf 2000 jaarlijks georganiseerd door de European Chess Union. De enige Nederlandse winnaar is de genaturaliseerde Sergej Tiviakov met 8½ uit 11 in 2008. De enige Belg die bij de eerste drie is geëindigd, is de eveneens genaturaliseerde Michail Goerevitsj.

## Overzicht mannentoernooi
| Jaar | Plaats, land             | Goud                   | Zilver               | Brons                  | Spelers / rondes |
| ---- | ------------------------ | ---------------------- | -------------------- | ---------------------- | ---------------- |
| 2000 | Saint-Vincent, Italië    | Pavel Tregubov         | Aleksej Aleksandrov  | Tomasz Markowski       | 120 / 11         |
| 2001 | Ohrid, Macedonië         | Emil Sutovsky          | Roeslan Ponomarjov   | Zoerab Azmaiparasjvili | 203 / 13         |
| 2002 | Batoemi, Georgië         | Bartłomiej Macieja     | Michail Goerevitsj   | Sergej Volkov          | 101 / 13         |
| 2003 | Istanbul, Turkije        | Zoerab Azmaiparasjvili | Vladimir Malachov    | Alexander Graf         | 207 / 13         |
| 2004 | Antalya, Turkije         | Vasyl Ivantsjoek       | Predrag Nikolić      | Levon Aronian          | 74 / 13          |
| 2005 | Zegrze, Polen            | Liviu Dieter Nisipeanu | Teimour Radjabov\|   | Levon Aronian          | 229 / 13         |
| 2006 | Kuşadası, Turkije        | Zdenko Kožul           | Vasyl Ivantsjoek     | Kiril Georgiev         | 138 / 11         |
| 2007 | Dresden, Duitsland       | Vladislav Tkachiev     | Emil Sutovsky        | Dmitri Jakovenko       | 403 / 11         |
| 2008 | Plovdiv, Bulgarije       | Sergej Tiviakov        | Sergej Movsesian     | Sergej Volkov          | 323 / 11         |
| 2009 | Budva, Montenegro        | Jevgeni Tomasjevski    | Vladimir Malachov    | Baadoer Dzjobava       | 306 / 11         |
| 2010 | Rijeka, Kroatië          | Jan Nepomnjasjtsjii    | Baadoer Dzjobava     | Artjom Timofejev       | 408 / 11         |
| 2011 | Aix-les-Bains, Frankrijk | Vladimir Potkin        | Radosław Wojtaszek   | Judit Polgár           | 393 / 11         |
| 2012 | Plovdiv, Bulgarije       | Dmitri Jakovenko       | Laurent Fressinet    | Vladimir Malachov      | 348 / 11         |
| 2013 | Legnica, Polen           | Aleksandr Mojsejenko   | Jevgeni Aleksejev    | Jevgeni Romanov        | 286 / 11         |
| 2014 | Jerevan, Armenië         | Aleksandr Motyljov     | David Anton Guijarro | Vladimir Fedosejev     | 257 / 11         |
| 2015 | Jeruzalem, Israël        | Jevgeni Najer          | David Navara         | Mateusz Bartel         | 250 / 11         |
| 2016 | Gjakovë, Kosovo          | Ernesto Inarkiejev     | Igor Kovalenko       | Baadoer Dzjobava       | 245 / 11         |
| 2017 | Minsk, Wit-Rusland       | Maksim Matlakov        | Baadoer Dzjobava     | Vladimir Fedosejev     | 397 / 11         |
| 2018 | Batoemi, Georgië         | Ivan Šarić             | Radosław Wojtaszek   | Sanan Sjoegirov        | 302 / 11         |
| 2019 | Skopje, Noord-Macedonië  | Vladislav Artemiev     | Nils Grandelius      | Kacper Piorun          | 361 / 11         |
| 2021 | Reykjavik, IJsland       | Anton Demtsjenko       | Vincent Keymer       | Aleksej Sarana         | 180 / 11         |
| 2022 | Brežice, Servië          | Matthias Blübaum       | Gabriel Sargissian   | Ivan Šarić             | 317 / 11         |
| 2023 | Vrnjačka Banja, Servië   | FIDE Alexey Sarana     | Kirill Shevchenko    | Daniel Dardha          | 484 / 11         |
| 2024 | Petrovac, Montenegro     | Aleksandar Inđić       | Daniel Dardha        | Frederik Svane         | 388 / 11         |
| 2025 | Eforie, Roemenië         | Matthias Blübaum       | Frederik Svane       | Maxim Rodshtein        | 375 / 11         |

## Overzicht vrouwentoernooi
| Jaar | Plaats, land            | Goud                  | Zilver                  | Brons                                  | Spelers / rondes |
| ---- | ----------------------- | --------------------- | ----------------------- | -------------------------------------- | ---------------- |
| 2000 | Batoemi, Georgië        | Natalja Zjoekova      | Jekaterina Kovalevskaja | Maia Tsjiboerdanidze Tatiana Stepovaya | 32 / K.O.        |
| 2001 | Warschau, Polen         | Almira Skripchenko    | Jekaterina Kovalevskaja | Ketevan Arakhamia                      | 157 / 11         |
| 2002 | Varna, Bulgarije        | Antoaneta Stefanova   | Lilit Mkrtchian         | Alisa Galljamova                       | 114 / 11         |
| 2003 | Istanbul, Turkije       | Pia Cramling          | Viktorija Čmilytė       | Tatjana Kosintseva                     | 113 / 11         |
| 2004 | Dresden, Duitsland      | Aleksandra Kostenjoek | Zhaoqin Peng            | Antoaneta Stefanova                    | 108 / 12         |
| 2005 | Chisinau, Moldavië      | Kateryna Lahno        | Nadezjda Kosintseva     | Yelena Dembo                           | 164 / 12         |
| 2006 | Kuşadası, Turkije       | Ekaterina Atalık      | Tea Bosboom-Lanchava    | Lilit Mkrtchian                        | 96 / 11          |
| 2007 | Dresden, Duitsland      | Tatjana Kosintseva    | Antoaneta Stefanova     | Nadezjda Kosintseva                    | 150 / 11         |
| 2008 | Plovdiv, Bulgarije      | Kateryna Lahno        | Viktorija Čmilytė       | Anna Oesjenina                         | 157 / 11         |
| 2009 | St. Petersburg, Rusland | Tatjana Kosintseva    | Lilit Mkrtchian         | Natalia Pogonina                       | 168 / 11         |
| 2010 | Rijeka, Kroatië         | Pia Cramling          | Viktorija Čmilytė       | Monika Soćko                           | 158 / 11         |
| 2011 | Tbilisi, Georgië        | Viktorija Čmilytė     | Antoaneta Stefanova     | Elina Danielian                        | 158 / 11         |
| 2012 | Gaziantep, Turkije      | Valentina Goenina     | Tatjana Kosintseva      | Anna Moezytsjoek                       | 103 / 11         |
| 2013 | Belgrado, Servië        | Hoàng Thanh Trang     | Salome Melia            | Lilit Mkrtchian                        | 169 / 11         |
| 2014 | Plovdiv, Bulgarije      | Valentina Goenina     | Tatjana Kosintseva      | Salome Melia                           | 116 / 11         |
| 2015 | Tsjakvi, Georgië        | Natalja Zjoekova      | Nino Batsiasjvili       | Alina Kaszlinska                       | 98 / 11          |
| 2016 | Mamaia, Roemenië        | Anna Oesjenina        | Sabrina Vega Gutiérrez  | Antoaneta Stefanova                    | 112 / 11         |
| 2017 | Riga, Letland           | Nana Dzagnidze        | Aleksandra Gorjatsjkina | Alisa Galljamova                       | 144 / 11         |
| 2018 | Vysoké Tatry, Slowakije | Valentina Goenina     | Nana Dzagnidze          | Anna Oesjenina                         | 144 / 11         |
| 2019 | Antalya, Turkije        | Alina Kaszlinska      | Marie Sebag             | Elisabeth Pähtz                        | 130 / 11         |
| 2021 | Iași, Roemenië          | Elina Danielian       | Julia Osmak             | Oliwia Kiołbasa                        | 117 / 11         |
| 2022 | Praag, Tsjechië         | Monika Soćko          | Gunay Mammadzada        | Ulviyya Fataliyeva                     | 123 / 11         |
| 2023 | Petrovac, Montenegro    | Meri Arabidze         | Oliwia Kiołbasa         | Aleksandra Maltsevskaya                | 136 / 11         |
| 2024 | Rhodos, Griekenland     | Ulviyya Fataliyeva    | Natalja Boeksa          | Lela Dzjavachisjvili                   | 182 / 10         |
| 2025 | Rhodos, Griekenland     | Teodora Injac         | Irina Bulmaga           | Mai Narva                              | 136 / 11         |